# Разумно и недискриминационно лицензиране
Разумните и недискриминационни (RAND/РНД) условия, известни също като справедливи, разумни и недискриминационни (FRAND/СРНД) условия, означават доброволен ангажимент за лицензиране, който стандартизиращите организации често изискват от собственика на интелектуална собственост (обикновено патент), която е или може да стане от съществено значение за прилагането на технически стандарт. Казано по друг начин, F/RAND е доброволно споразумение между организацията за определяне на стандарти и притежателя на патенти, които са от съществено значение за стандарта. Съдилищата в САЩ, както и съдилищата в други юрисдикции, са установили, че при подходящи обстоятелства изпълнителят на стандарта – т.е. фирма или организация, която използва стандарт за предоставяне на услуга или производство на продукт – е предвидена трета страна бенефициер на споразумението FRAND и като такава има право на определени права, предоставени от това споразумение.
Организацията за определяне на стандарти е индустриална група, която определя общи стандарти за своята конкретна промишленост, за да гарантира съвместимост, както и оперативна съвместимост на устройствата, произведени от различни компании. 
Патентът става от съществено значение за стандарта, когато организацията, определяща стандартите, определи стандарт, който възприема технологията, която патентът обхваща.
Патентът, съгласно правните режими на повечето държави, предоставя на притежателя си изключителното право да забранява на други лица да произвеждат, използват, продават или внасят изобретението. Организацията, определяща стандарта, обикновено трябва да получи разрешение от притежателя на патента, за да включи патентованата технология в нейния стандарт. Ако при поискване притежателят на патента откаже да лицензира патент, който е станал съществен за даден стандарт, тогава определящата стандартите организация трябва да изключи тази технология. Погледнато в тази светлина, задължението на „FRAND/СРНД“ е да поддържа хармонията между частните интереси на притежателите на патенти и обществените интереси на организациите, установяващи стандартите. Много учени са писали по тези теми, както и по редица други правни и икономически въпроси, свързани с лицензирането при „F/RAND“ условия. 

## F/RAND като договор
Организациите за определяне на стандарти обикновено приемат политики, които регулират собствеността върху патентните права, които се прилагат към стандартите, които приемат (патентната политика). В Съединените щати съгласието на притежателя на патента да се придържа към патентната политика създава правно обвързващ договор, съгласно решение по делото на Майкрософт срещу Моторола на Апелативния съд (Court of Appeals for the Ninth Circuit). Една от най-често срещаните политики е да се изисква притежателят на патент, който доброволно се е съгласил да включи патентованата си технология в стандарта, да лицензира тази технология при „Разумни и Недискриминационни“ условия (RAND/РНД) или при „Справедливи, Разумни и Недискриминационни" условия(FRAND/СРНД). Двата термина обикновено са взаимозаменяеми; FRAND изглежда е предпочитан в Европа, а RAND в САЩ. 
Някои коментатори твърдят, че организациите, установяващи стандартите, включват задължението FRAND в своите вътрешни актове предимно като средство за засилване на конкурентния характер на техния отрасъл. Те имат за цел да попречат на членовете да участват в злоупотреби с лицензи, основани на монополното предимство, възникнало в резултат на включването на техните права на интелектуална собственост (IPR) в индустриалните стандарти. След като една организация предлага FRAND лиценз, от нея се изисква да предложи този лиценз на всеки (който желае да получи достъп до стандарта), а не само на членове на организацията. Без това изискване членовете биха могли да използват монополна сила, присъща на даден стандарт, за да наложат несправедливи, неразумни и дискриминационни условия за лицензиране, които биха навредили на конкуренцията и биха подобрили непропорционално собственото им относително положение.
От друга страна, коментаторите подчертават, че обвързването с FRAND служи също така да гарантира, че притежателят на патент, който е от съществено значение за стандарта, ще получава хонорар от ползвателите на стандарта, който адекватно да компенсира притежателя на патента за нарастващата стойност, за която неговата технология допринася на стандарта. Разработването на патентована технология обикновено изисква значителни инвестиции в научни изследвания и приносът на тази технология към стандарта не е единствената опция, чрез която притежателят на патента може да си възвърне тази инвестиция и по този начин да монетизира изобретението си. Например притежателят на патент има възможност да монетизира това изобретение чрез изключителна употреба или изключително лицензиране. Собствениците на технологии може да имат недостатъчен стимул да споделят своите технологии с организациите, определящи стандарти, без обещанието за адекватен хонорар. Обещанието на F/RAND за възнагражденията се занимава с този проблем: притежателят на патента обикновено ще се съгласи да внесе своята технология в стандарта, като по този начин се откаже от изключителната употреба или ексклузивното лицензиране на своята технология, в замяна на сигурността, че ще получи адекватна компенсация с разумно възнаграждение. През 2013 г. съдебни решения и научни статии цитираха обвързването с F/RAND 10 пъти по-често, отколкото през 2003 г. 

## Дефиниции
Макар и да няма съдебна интерпретация, която конкретно да определя термините, те могат да се изведат от свидетелствата на специалисти като проф. Марк Лемли, от Станфордския университет, пред Сенатската Комисия по Съдебната власт на Съединените щати, които дефинират отделните термини както следва:
Справедливи се отнася главно за основните лицензионни условия. Понятието се извлича от законодателството за закрила на конкуренцията. „Справедливи условия“ означава условия, които не са антиконкурентни, и не биха се считали като незаконни, ако бъдат наложени от компания с господстващо положение на съответния пазар. Примери за изисквания, които биха нарушили подобен ангажимент са: изискване към лицензополучателите за закупуване на лицензи за продукти, нежелани от тях, за да могат да закупят тези, които желаят, или задължаване на лицензополучателите за вземане на ненужни или нежелани патенти, за да получат съответните предпочитани и желани от тях патенти (пакетиране); изискване към лицензополучвателите да предоставят своите собствени IP-адреси на своите лицензодатели (безвъзмездно предоставяне на безвъзмездни средства); включително ограничаващи условия за лицензополучателите по отношение техните отношения с конкуренти (безусловна ексклузивност).
Разумни засяга главно цените на лицензиране. Според някои, умерениото възнаграждение за лицензиране е стойност, която няма да доведе до неприемлива съвкупна стойност, ако всички лицензополучатели биват задължавани да плащат подобна цена.
Съгласно това мнение, съвкупните стойности, които значително биха увеличили цените за индустрията, биха направили същата тази индустрия неконкурентна и неизгодна. По същия начин, разумното възнажражнение за лицензиране трябва да възнагради лицензодателя с подходяща компенсация за допринасянето на основен патент към стандарта. Компенсацията е подходяща, ако тя осигурява това лицензодателят за продължи да инвестира и допринася към стандарта в бъдещи периоди от време.  Редно е да се отбележи, че лицензодател, който има няколко различни лицензионни пакета, може да бъде изкушен да предостави и разумни, и неразумни пакети. Все пак, наличието на разумен „пакет“, не оправдава наличието на неприемливи лицензионни цени за по-малки отделни пакети. Всички лицензионни цени трябва да бъдат приемливи.
Недискриминационни се отнася и до условията и до тарифите, включени в лицензионните споразумения. Както предполага наименованието, това задължение изисква от лицензодателите еднакво отношение към всеки лицензополучател. Това не означава, че цените и разплащателните условия не търпят промени в зависимост от обема и кредитоспособността на лицензополучателя. Това обаче означава, че основното задължение за лицензиране, включено в лицензионното споразумение, трябва да бъде еднакво, без оглед на лицензополучателите. Това изискване същуствува с оглед поддържане на авни условия между конкурентите и подсигуряването на свободен достъп на потенциални нови участници при същите условия.
Най-спорният въпрос около RAND лицензирането е дали „разумната“ цена на лиценза трябва да включва стойността, привнесена от решението на отреждащата стандарти организация, да приеме споменатия стандарт. Дадена технология е често по-ценна след като се явява широко приета, отколкото когато е една възможност между многото; среща се аргументът, че цената на лиценза, която включва прибавената стойност, е „неуместна“, тъй като не отразява присъщата стойност на технологията, която бива лицензирана. От друга страна, приемането на патента може да означава, че усвоеното е ценно и притежателят му трябва да бъде възнаграден съобразно с това. Тази ситуация е особено важна, когато стойността на патента не е изцяло ясна преди приемането му от стандартизиращата организация. 
Някои интерпретации на „недискриминационното“ изискване биха могли да включват ограничени във времето лицензионни условия, като например условието „ранна птичка“ (early bird), при което условията на лиценза са по-подходящи за начални лицензополучатели, или за лицензополучатели, които подписват в първата година на достъпността на лиценза.

## Изключване на схеми за безплатно разпространение
RAND условията не включват разпространението на нематериални продукти, които производителят може да реши да разпространява безплатно и трети страни могат да създадат последващи копия. Като пример може да се изтъкне софтуерен пакет, предоставен безплатно, към който разработчикът желае да добави поддръжка за видео формат, изискващ лиценз на патент. Ако е наличен лиценз, който изисква малка такса за копие, софтуерният проект няма да може да се възползва от лиценза.
Лицензът може да бъде наречен „(F)RAND“, но условията дискриминират цяла категория нематериални продукти, като безплатни софтуери  и програми.  Подобна форма на дискриминация може да бъде причинена и от общи лицензионни условия, които например ограничават ползването до пълни приложения на лицензирания стандарт, ограничават използването до определени сектори, или ограничават редистрибуцията. Фондацията на свободните софтуери предлага термина „само единна такса“ („uniform fee only“ или UFO) за да подчертае „(F)RAND“ че такива лицензи са изначално дискриминационни. 

## Свързани лицензи
Свързаните с RAND лицензи са RAND-Z (RAND zero royalty – с нулево възнаграждение) или RAND-RF (RAND Royalty Free – безплатно), при които компания обещава безплатното лицензиране на технология, но въпреки това се дължи изричното ѝ съгласие за използване на патента. Лицензодателят може да не добива приходи от споменатата сделка, но има възможността да спре някои продукти, да изиска вид реципрочност, или да влияе по друг начин, като прапример да бави процеса на лицензиране. 

## Процес по договаряне
Процесът по договаряне за FRAND лиценз поставя изисквания и към патентопритежателя, и към предвидения патент. Условията за тези преговори са определени в немската съдебна практика по дело, свързано със стандарта Оранжева книга, и често се използват при договарянето на лицензионни споразумения. През 2015 г. Европейският съд определя лицензионните условия FRAND като частично разминаващи се със стандарта Оранжева книга по случая HUAWEI v ZTE (C170/13, ECLI:EU:C:2015:477). 